# Svarttjärnen (Ombänning, Västervåla socken, Västmanland)
Svarttjärnen är en sjö i Fagersta kommun i Västmanland och ingår i Norrströms huvudavrinningsområde. Sjön är 7,1 meter djup, har en yta på 0,01 kvadratkilometer och befinner sig 154 meter över havet.